# Синьолик рибояд
Sula dactylatra е вид птица от семейство Sulidae.

## Разпространение
Видът е разпространен в Американска Самоа, Ангуила, Антигуа и Барбуда, Аруба, Австралия, Американските Вирджински острови, Бахамските острови, Барбадос, Белиз, Бермудските острови, Бонер, Синт Еустациус, Саба, Бразилия, Британските Вирджински острови, Венецуела, Виетнам, Гваделупа, Гуам, Гватемала, Доминика, Доминиканската република, Еквадор, Египет, Еритрея, Индия, Индонезия, Иран, Йемен, Кабо Верде, Кайманови острови, Кокосови острови, Колумбия, Коморските острови, Коста Рика, Куба, Кюрасао, Кения, Кирибати, Малайзия, Маршалови острови, Мартиника, Мавриций, Майот, Мексико, Микронезия, Монсерат, Малки далечни острови на САЩ, Нова Каледония, Нова Зеландия, Никарагуа, Норфолк, Остров Рождество, Острови Кук, Оман, Пакистан, Палау, Панама, Папуа Нова Гвинея, Перу, Питкерн, Пуерто Рико, Реюнион, Северни Мариански острови, Света Елена, Възнесение, Тристан да Куня, Сейнт Китс и Невис, Сейнт Лусия, Сен Мартен, Сейнт Винсент и Гренадини, Самоа, Сао Томе и Принсипи, Сейшелите, Соломоновите острови, Сомалия, САЩ, Танзания, Тайланд, Тонга, Тринидад и Тобаго, Търкс и Кайкос, Тувалу, Уолис и Футуна, Фиджи, Френска Полинезия, Филипините, Хаити, Чили, Шри Ланка, Ямайка и Япония.